# اسکات ودمن
اسکات ودمن (انگلیسی: Scott Wedman؛ زاده ۲۹ ژوئیهٔ ۱۹۵۲) یک بازیکن بسکتبال اهل ایالات متحده آمریکا است.